# Anejakulacja
Anejakulacja – zaburzenie czynności płciowych polegające na braku wytrysku nasienia u osobników płci męskiej.